# 张国华 (1964年)
张国华（1964年11月—），男，汉族，江苏吴江人，中华人民共和国政治人物。苏州师范专科学校生化系生物专业、南京师范大学生物系本科毕业。中共十九大、二十大代表，第十二届全国人大代表。现任中共第二十届中央候补委员，河北省政协主席、党组书记，中共河北省委常委，雄安新区党工委书记、管委会主任。

## 生平

### 江苏
1985年6月加入中国共产党。1987年8月本科毕业后参加工作，任苏州师范专科学校生化系见习教员、助教。1989年9月，进入共青团苏州市委，历任青工部工作人员，苏州市青年联合会副秘书长（副科级），机关事业管理部副部长，青工部副部长，青工部部长。
1995年8月，任苏州市物资局体改办负责人（正科级）。1996年4月，任苏州物资控股(集团)有限公司董事、党委委员、副总经理。1998年3月，任苏州市人民政府副秘书长
2002年12月，任中共昆山市委副书记、市政府代市长，2003年1月正式当选市长。2005年12月，任中共昆山市委副书记、市长、昆山经济技术开发区管委会主任（副厅级）。2006年6月，任中共昆山市委书记、昆山经济技术开发区管委会主任（副厅级）。2006年12月，任中共昆山市委书记、昆山经济技术开发区管委会主任、江苏昆山花桥经济技术开发区党工委书记。
2011年4月，任中共南通市委副书记、市政府代市长，2012年1月正式当选市长。2016年1月，任中共徐州市委书记。2017年2月，兼任徐州市人大常委会主任。

### 云南
2018年1月，调任云南省人民政府副省长、党组成员。
2020年4月，任中共云南省委常委、统战部部长、省政协党组副书记。

### 河北
2020年12月，任中共河北省委常委，雄安新区党工委书记、管委会主任。
2021年2月22日，当选为河北省人民政府副省长。2023年1月，不再兼任副省长。
2024年1月，出任河北省政协党组书记，并于同月23日当选为河北省政协主席。